# Tadzjikistans herrlandslag i fotboll
Tadzjikistans herrlandslag i fotboll representerar Tadzjikistan i fotboll. De lyder under Asiens fotbollsförbund. Första matchen spelades den 17 juni 1992 i Tadzjikistan, och slutade 2-2 mot Uzbekistan under centralasiatiska mästerskapet.

## Historik
Tadzjikistans fotbollsförbund bildades 1992 och är medlem av Fifa och AFC.
Tadzjikistan tog hem sin första internationella titel efter 4-0 mot Sri Lanka i finalen av 2006 års AFC Challenge Cup i Bangladesh.

### VM
- 1930 till 1990 - Del av Sovjetunionen
- 1994 - Deltog ej
- 1998 - Kvalade inte in
- 2002 - Kvalade inte in
- 2006 - Kvalade inte in
- 2010 - Kvalade inte in
- 2014 - Kvalade inte in
- 2018 - Kvalade inte in

I kvalet till VM i Tyskland 2006 åkte man ut i första omgången. I förkvalet hade man slagit ut Bangladesh med sammanlagt 4-0.

### Asiatiska mästerskapet
- 1956 till 1992 - Deltog ej - del av Sovjetunionen
- 1996 - Kvalade inte in
- 2000 - Kvalade inte in
- 2004 - Kvalade inte in
- 2007 - Deltog ej

### AFC Challenge Cup
- 2006 - 1:a plats

Vann finalen efter 4-0 mot Sri Lanka. Tog sig till finalen efter 6-1 mot Bangladesh i kvartsfinalen och 2-0 mot Kirgizistan i semifinalen.

### Asiatiska spelen
- 1951 till 1990 - Deltog ej - del av Sovjetunionen
- 1994 - Deltog ej
- 1998 - Andra omgången
- 2002(1) - Deltagande ej godkänt av AFC
- 2006(2) - Kvalomgång

### South Asian Football Federation Gold Cup
- 1993 - Deltog ej
- 1995 - Deltog ej
- 1997 - Deltog ej
- 1999 - Deltog ej
- 2003 - Deltog ej
- 2005 - Deltog ej

### Övrigt
Tadzjikistan spelade även ECO Cup 1993, och då nådde man en framgång. Inledningen började dåligt efter 0-2 mot Azerbajdzjan. Men sedan storspelade man mot Kazakstan och det blev 3-0. Mot grannen Kirgizistan blev det 1-1. Och då gick man vidare. Man förlorade semifinalen med 0-1 mot Iran. Men det spelades ingen bronsmatch. 2006 AFC Challenge cup vann man gruppen, trots förlust med 0-1 mot Kirgizistan. Tidigare slog man Macau(4-0) och Pakistan(2-0). I kvarten slog man ut Bangladesh med hela 6-1. Mot Kirgizistan fick man revansch och vann med 2-0. Finalen vanns med 4-0 mot Sri Lanka. I ELF Cup 2006 lyckades man inte trots en vinst mot Tibet och två förluster. Man slutade trea i gruppen till slut bara före Tibet.